# Иншаков, Олег Васильевич
Олег Васи́льевич Инша́ков (30 июня 1952, Козлов, Тернопольская область — 6 января 2018, Волгоград) — российский экономист и педагог, исследователь истории Российского экономического институционализма, известен как представитель эволюционно-генетической теории факторов производства, разработчик теории расширения объекта и предмета экономической науки на основе уровневой структуры глобальной экономической системы. Ректор Волгоградского государственного университета с 1995 по 2014 годы.

## Биография
В 1974 году окончил с отличием экономический факультет Ростовского государственного университета по специальности «политическая экономия», где учился в аспирантуре и работал по 1986 год. В стенах альма-матер получил учёную степень кандидата экономических наук (1981, диссертация «Экономические проблемы повышения качества продукта агропромышленного производства»), учёное звание старшего научного сотрудника по специальности «политическая экономия» (1983).
С 1986 года начал работать в Волгоградском государственном университете, где до 1995 года возглавлял кафедры политической экономии, теоретической экономии, истории и теории экономических систем. Был деканом факультета экономики и права, позже экономического факультета. Работал в должности проректора по социально-экономической работе, проректора по научной работе и международным связям, первого проректора. В 1993 году О. В. Иншакову присвоено учёное звание профессора, а в 1996 году после защиты диссертации «Механизм социально-рыночной трансформации и устойчивого развития АПК России» присуждена учёная степень доктора экономических наук.
С 1995 по 2014 годы работал в должности ректора Волгоградского государственного университета, после чего был избран президентом того же учреждения.
Супруга — Елена Иншакова, экономист (род. 1962); дочь Агнесса (род. 1974) — правовед, профессор ВолГУ.
Похоронен на Центральном (Димитриевском) кладбище Волгограда.

## Научная деятельность
За годы работы им опубликовано 400 научных и учебно-методических работ, среди них: 15 научных монографий и 7 учебных пособий, а также главы книг, статьи в ведущих журналах, научные доклады. Труды изданы в Армении, Болгарии, Великобритании, Венгрии, Германии, Грузии, Казахстане, России, США, на Украине.
Иншаковым О. В. создана мощная научная школа эволюционной и региональной экономики. Под его руководством подготовлены 21 доктор и 49 кандидатов экономических наук; ведут исследования 3 аспиранта, 2 докторанта, 4 соискателя учёной степени доктора наук.
В последнее десятилетие Иншаков О. В. разработал эволюционно-генетическую концепцию факторов производства и модель «ядра развития» экономических систем; доказал необходимость расширения уровневой структуры объекта и предмета экономической теории; обосновал связь экономической генетики и наноэкономики, исходя из анализа элементов и структуры затрат человеческого действия.
В своих новаторских работах по институциональной экономике он на основе оригинальных методов и источников раскрыл онтологические и гносеологические аспекты эволюции институтов отечественного хозяйства в IX—XXI вв., их отражение в понятийном словообразовании русского языка, предложил институциональные характеристики периодов отечественной истории, разработал многокритериальную классификацию институциональных экономических механизмов.
Под руководством О. В. Иншакова в 1998—2008 гг. разработаны и активно используются в Волгоградской области рекомендации по совершенствованию финансовой, банковской и страховой системы, сферы высшего образования, социальной ответственности бизнеса и социального партнерства, корпоративного управления, земельных отношений, информационного и нормативного обеспечения, оценке эффективности государственного и муниципального управления.
В 2003—2010 гг. О. В. Иншаковым были реализованы новаторские междисциплинарные научные проекты, объединившие более 50 ученых институтов РАН и вузов Москвы, С.-Петербурга, Екатеринбурга, Волгограда и др. городов России. Он сформировал оригинальную научную школу и исследовательское направление по проблемам функционирования, структуризации и эволюции хозяйственных систем различных видов, типов, уровней и масштабов.
Им обоснованы направления, сценарии и механизмы стратегической модернизации экономики Юга РФ, что отражено в аналитических записках и докладах для органов власти ЮФО по развитию инфраструктуры, потенциала этноэкономики, сокращению теневого сектора экономики.

## Общественная и политическая деятельность
Член Общественной палаты Российской Федерации (с 2010 г.); председатель Общественной палаты Волгоградской области (с 2010 г.); депутат, председатель Комитета по науке, образованию, культуре и общественным связям Волгоградской областной думы (2004—2009 гг.); член комиссии по помилованию при Главе Администрации Волгоградской области (2001—2003 гг.).
Член Правления Вольного экономического общества России (2001—2003 гг.) и зам. председателя Волгоградского отделения ВЭО (2000—2010 гг.); председатель Волгоградских отделений и член Президиума Российской академии естественных наук, Международной академии наук высшей школы, Международной академии организационных наук.
Являлся членом совета при Главе Администрации Волгоградской области по науке, технологиям и инновациям, работал в Научно-техническом совете и комиссии по грантам и премиям в области науки и техники Администрации Волгоградской области.
Исполнял обязанности сопредседателя Совета социально-экономического развития, а также Комиссии по премиям города-героя Волгограда. Комментатор областной научно-образовательной и культурно-просветительской радиопередачи для предпринимателей «Башня» (2000—2005 гг.), награждённой золотой медалью ВДНХ.

## Награды и премии
За плодотворную общественную, научную и образовательную деятельность О. В. Иншаков награждён орденом Почёта (2012), орденом Дружбы (2006), медалями «За активное участие в переписи населения» (2003), «За заслуги в проведении Всероссийской сельскохозяйственной переписи 2006 года» Росстата (2007), «За взаимодействие» Прокуратуры Российской Федерации (2009), «Навеки вместе» Республики Калмыкия (2010). Ему присвоены почётные звания «Заслуженный работник высшей школы РФ» (1998), «Заслуженный деятель науки РФ» (2002), «Почётный работник высшего проф. образования РФ» (2002).
Отмечен Благодарностью Президента РФ (1996), званием «Лучший менеджер года России» в области образования (1998), лауреат стипендии РАН «Выдающиеся ученые России» (1996—2000), «Заслуженный деятель науки Республики Калмыкия» (2002). Ему вручены Грамоты Государственной Думы и Совета Федерации Федерального собрания РФ, Министерства образования и науки РФ, Благодарность Министерства экономического развития РФ.
О. В. Иншаков трижды стал Лауреатом премии Волгоградской области по науке и технике (2006, 2008, 2010), «Лучшим менеджером в сфере науки и образования Волгоградской области» (2004, 2008). Отмечен грамотами и почётными знаками Волгоградской областной думы, Администраций Волгоградской области и города-героя Волгограда. Имеет международные и общественные награды, дипломы и почётные звания за достижения в области науки и образования.

## Основные публикации
1. Иншаков О. В. Экономическая генетика и наноэкономика / О. В. Иншаков — Волгоград: Изд-во ВолГУ, 2007. — 94 с.
2. Иншаков О. В. Биржа: эволюция экономического института / О. В. Иншаков, А. М. Белобородько, Д. П. Фролов. — Волгоград: Волгоградское научное издательство, 2008. — 383 с.
3. Иншаков О. В. «Ядро развития» в контексте новой теории факторов производства / О. В. Иншаков. — Экономическая наука современной России. — Москва: Производственно-издательский комбинат ВИНИТИ.-№ 1. — 2003.
4. Иншаков О. В. Институциональность экономического пространства в концепции пространственной экономики / О. В. Иншаков, Д. П. Фролов.- Пространственная экономика. — 2007. -№ 1. (с.5-21)
5. Иншаков О. В. Теория человеческого действия и экономическая генетика / Человек в современных философских концепциях // Материалы Четвёртой международной конференции в 4 т. Т.1 — Волгоград: Изд-во ВолГУ, 2007. (с.63-75)
6. Иншаков О. В. и др. Встреча с простотой / под ред. д-ра экон. наук О. В. Иншакова. — Волгоград: Волгоградское научное издательство, 2006.
7. Иншаков О. В. Место институционализма в экономической науке /О. В. Иншаков, Д. П. Фролов// Экономист, № 10, 2005.
8. Иншаков О. В. О модернизации сферы высшего профессионального образования в России. // Экономическая наука современной России, № 1, 2005.
9. Иншаков О. В. и др. Homo institutius — Человек институциональный / под ред. д-ра экон. наук О. В. Иншакова. — Волгоград: Изд-во ВолГУ, 2005.
10. Иншаков О. В. Потенциал эволюционного подхода в экономической науке современной России. // Экономическая наука современной России, № 4, 2004.